# Kreis Bottens
| Kreis Bottens           | Kreis Bottens       |
| Basisdaten              | Basisdaten          |
| ----------------------- | ------------------- |
| Staat:                  | Schweiz             |
| Kanton:                 | Waadt (VD)          |
| Bezirk:                 | Echallens           |
| Hauptort:               | Bottens             |
| Fläche:                 | 42,36 km²           |
| Einwohner:              | 11'214 (31.12.2023) |
| Bevölkerungsdichte:     | 265 Einw. pro km²   |
| Aufgehoben am:          | 31. Dezember 2006   |
| Karte                   |                     |
| Karte von Kreis Bottens |                     |

Der Kreis Bottens (französisch Cercle de Bottens) war bis zum 31. August 2006 eine Verwaltungseinheit des Bezirks Echallens im Kanton Waadt in der Schweiz. Sitz des Kreisamtes war Bottens.
Der Kreis umfasste zehn Gemeinden und war 42,36 km² gross. Die Gemeinden des ehemaligen Kreises zählten Ende 2023 11'214 Einwohner.
| Wappen               | Name der Gemeinde    | Einwohner (31. Dezember 2023) | Fläche in km² | Einw. pro km² |
| -------------------- | -------------------- | ----------------------------- | ------------- | ------------- |
| Bottens              | Bottens              | 1'374                         | 6,88          | 200           |
| Bretigny-sur-Morrens | Bretigny-sur-Morrens | 894                           | 2,87          | 311           |
| Cugy                 | Cugy (VD)            | 2'725                         | 2,91          | 936           |
| Dommartin            | Dommartin            | 266                           | 2,94          | 90            |
| Froideville          | Froideville          | 2'723                         | 7,08          | 385           |
| Malapalud            | Malapalud            | 92                            | 0,83          | 111           |
| Morrens              | Morrens (VD)         | 1'142                         | 3,67          | 311           |
| Poliez-le-Grand      | Poliez-le-Grand      | 715                           | 5,15          | 139           |
| Poliez-Pittet        | Poliez-Pittet        | 875                           | 5,01          | 175           |
| Villars-Tiercelin    | Villars-Tiercelin    | 408                           | 5,02          | 81            |
| Total (10)           | Total (10)           | 11'214                        | 42,36         | 265           |